# Arvydas Gydra
Arvydas Gydra (Mazeikiai; 9 de noviembre de 1989) es un jugador de baloncesto con nacionalidad lituana. Con 2,03 metros de altura juega en la posición de ala-pívot. Actualmente forma parte de la plantilla del Raiffeisen Flyers Wels de la Admiral Basketball Bundesliga, la máxima categoría del baloncesto en Austria.

## Trayectoria
Es un jugador formado en el Akademija Vilnius con el que debutaría en la Nacionalinė krepšinio lyga. En las siguientes temporadas alternaría la Nacionalinė krepšinio lyga con la Lietuvos Krepšinio Lyga, formando parte de los equipos lituanos del KK Sakalai, S.Marciulionio y Mažeikių Mažeikiai.
En 2016, llega a Portugal para firmar por el CAB Madeira de la Liga Portuguesa de Basquetebol, en el que juega durante 5 temporadas.
En la temporada 2020-21, disputa 30 encuentros en los que promedió 13.3 puntos (45.3% en tiros de 3 y un 86.5% en tiros libres), 4.7 rebotes y 1.4 asistencias.
El 23 de agosto de 2021, firma por el CB Almansa de la LEB Oro.
El 22 de septiembre de 2022, firma por el Raiffeisen Flyers Wels de la Admiral Basketball Bundesliga, la máxima categoría del baloncesto en Austria.